# Champoz
Champoz là một đô thị ở huyện Moutier ở bang Berne ở Thụy Sĩ. Đô thị này có diện tích 7,11 km², dân số năm 2005 là 849 người. Đô thị này nằm ở Bernese Jura (Jura Bernois) nói tiếng Pháp.